# Manikin
Manikin é um personagem de histórias em quadrinhos da Marvel Comics, ex-membro da Tropa Alfa. Sua primeira aparição foi em Alpha Flight #43. no Brasil seu nome foi traduzido como Quadra.

## História
Manikin conheceu a Tropa Alfa através de Lionel Jeffries, ambos trabalhavam na New Life Clínica, Manikin era estagiário e Lionel era seu supervisor. O irmão de Lionel, Madison Jeffries era membro da Tropa Alfa. Certa vez, Roger Bochs, também membro da equipe, foi se recuperar na cliníca. A partir disso seu contato com a equipe canadense aumentou, pois era comum que seus membros fossem se recuperar na clínica. Com o tempo ele desenvolveu um relacionamento muito próximo com a Garota Púrpura.
Lionel, em um momento de loucura, se fundiu com Bochs, criando Ômega, que combinava os poderes dos dois. Na batalha contra Ômega, Whitman teve seus poderes desencadeados e ajudou a Tropa Alfa a vencer o vilão. Depois da batalha, os membros da equipe, impressionados pelo seu estilo de luta, o convidaram para fazer parte da Tropa Beta, uma equipe de treino para a Tropa Alfa, e ele aceitou. Ele ficou na equipe até ela ser desfeita. Ele voltou a trabalhar como médico.
Algum tempo depois, Manikin se juntou novamente a Tropa Beta, atuando muitas vezes com um mentor para os membros mais novos. Em uma missão, Whitman foi atacado por Chacal, o ataque fez seus poderes evoluírem, agora ele podia se transformar em três tipos de seres, cada um representando uma evolução do ser humano.

## Poderes e habilidades
Manikin tinha originalmente a capacidade de gerar três seres, cada um representava um ponto diferente da evolução humana:
- Proto: uma forma de vida amebiana capaz de flutuar e corroer determinados tipos de materiais.
- Apeman: um "homem das cavernas" que tinha força e agilidade sobre-humana.
- Highbrow: um ser humano avançado, cujo corpo foi combinado com a tecnologia. Podia flutuar, tinha os sentidos melhorados e a capacidade de se teletransportar.

Depois ser atacado pelo Chacal, os seus poderes evoluíram para que ele pudesse se transformar nesses seres.